# Igreja Nossa Senhora Aparecida de São Sebastião
A Igreja Nossa Senhora Aparecida de São Sebastião é uma igreja católica brasileira, situada em São Sebastião, no Distrito Federal, tendo sido fundada em 1990.

## Localização
A igreja se localiza em uma das Regiões Administrativas do Distrito Federal, esta chamada São Sebastião, localizada na região sul da área de proteção ambiental do rio São Bartolomeu, a 23 km do Plano Piloto. A ocupação do local, antes chamado de Agrovila São Sebastião e agora elencado como a Região Administrativa XIV,  teve início em 1957, por meio da instalação de olarias. Os moradores mais antigos asseguram, contudo, que a área tem ocupação muito mais antiga, datando de tempos da escravidão. A condição de Região Administrativa foi adquirida no dia 25 de junho de 1993, por meio da Lei 467/93. Antes o vilarejo fazia parte da RA VII – Paranoá. A cidade vem crescendo e sua população aumentando. Se em 1991 ela possuía 17.390 habitantes e em 1998 a população estimada já era de 44.235 moradores, em 2018 a Pesquisa por Amostra de Domicílio (Pdad) da Companhia de Planejamento do DF (Codepla), estimou uma população de 115.256 mil habitantes.
Na Região Administrativa de São Sebastião, a igreja Nossa Senhora Aparecida situa-se na rua 48 - uma rua sem saída - no lote 450. O local situa-se Centro da cidade, próximo ao Setor Tradicional.